# エルヴィン・ブラスク
エルヴィン・ブラスク（Erwin Blask、1910年3月20日 - 1999年2月6日）は、ドイツの陸上競技選手。1936年ベルリンオリンピックの銀メダリストである。

## 経歴
ブラスクはハンマー投の選手で、1935年にドイツ選手として初めて50mを突破。（50m44）1936年のベルリンオリンピックでは、55m04で、同僚のカール・ハインに次いで銀メダルを獲得。
ブラスクは、1938年8月7日にベルリンで58m13の世界新記録を樹立。この世界記録は2週間後の8月21日にハインによって破られる（58m24）が、わずか1週間後の8月27日に、ストックホルムで59m00を投げ、再び世界記録保持者となる。（この記録は1948年まで破られなかった。）ブラスクは第二次世界大戦開戦後も1943年まで競技を続けた。
ブラスクは、第二次世界大戦後も競技を続け、ドイツが戦後初めて参加した1952年ヘルシンキオリンピックには、国内の選考試合で3位となったため出場できなかった。43歳となった1953年には、アウクスブルクで63m71の記録を残したが、この年で現役を引退した。